# Schwarzer Engel (Band)
Schwarzer Engel ist ein Projekt des deutschen Musikers und Sängers Dave Jason.

## Geschichte
Dave Jason gründete Schwarzer Engel 2007. Die Inspiration dazu hatte er eigenen Angaben nach, nachdem er im Traum einen „überdimensionalen und bedrohlichen Engel, der über eine Art verlassenes Schlachtfeld flog“ gesehen habe. Von Anfang an als Soloprojekt konzipiert, nahm Jason für Liveauftritte die Sessionmitglieder Jens Lindmaier (Gitarre) und Bert Oeler (Bass) in die Band auf. Im Februar 2010 konnte er einen Vertrag bei dem renommierten Label Trisol Music Group abschließen und nahm das Debütalbum Apokalypse auf. Das Mastering übernahm Eroc (ex-Grobschnitt), produziert wurde das Album von Jan Vacik. Als Gaststars sind Keyboarder Taste (Diary of Dreams) und Cellist Timon Birkhofer (Liv Kristine, In Strict Confidence) zu hören. Das Album erschien am 30. April 2010. In der Mai-Ausgabe des Orkus-Magazins wurde die Band zum Newcomer des Monats gewählt. Ende des Jahres tourte Schwarzer Engel mit Ahab und The Vision Bleak. Zum Tourstart erschien die EP Geister und Dämonen. Ende 2010 wurde über die offizielle Myspace-Seite der Band ein neues Album angekündigt.
Der Titel dieses zweiten Studioalbums, welches im April 2011 weltweit veröffentlicht wurde, lautet Träume einer Nacht, Darauf übernahm Alexander Kaschte, Kopf und Sänger der ebenfalls deutschsprachigen Band Samsas Traum, beim Stück Fieber im Blut einen Gastgesangspart. Im November 2011 wurde über die Videoplattform YouTube das erste Musikvideo der Band zum Titel Königin der Nacht veröffentlicht. 2011/2012 trat die Band u. a. auf dem Wave-Gotik-Treffen in Leipzig, dem Hexentanz-Festival, dem Castle Rock Festival in Mülheim an der Ruhr sowie dem Darkstorm Festival auf.
Im März 2013 unterschrieb Schwarzer Engel einen neuen Plattenvertrag beim bekannten Metal-Label Massacre Records. Gleichzeitig wurden die Veröffentlichung der EP Schwarze Sonne für Mai 2013 sowie des dritten Albums „In Brennenden Himmeln“ für Juli 2013 angekündigt. Im Mai 2013 feierte das Musikvideo Schwarze Sonne Weltpremiere über das Programm Orkus!-TV, welches über den Sender iM1 ausgestrahlt wird. Wenige Zeit später erschien das Video über den offiziellen Youtube-Channel der Band und wurde auch bei Online-TV-Sendern wie tape.tv mit ins Programm aufgenommen.
Auf der EP Schwarze Sonne sowie dem Album In brennenden Himmeln treten mit der Opernsängerin Johanna von Orleans (E Nomine), Schlagzeuger Stefan Dittrich (ex-Mystic Prophecy) sowie Keyboarder El Friede (Oomph!) wiederum bekannte Gaststars auf.
Im Rahmen der Album-Veröffentlichung trat die Band auf dem M’era Luna Festival sowie dem Rockharz Open Air auf. Nach einem gemeinsamen Auftritt mit ASP im Oktober 2013 tourte die Band mit Eisregen und Debauchery im November und Dezember des Jahres durch Deutschland.
Ende 2014 wurde die Veröffentlichung des Zweiteilers „Imperium“ angekündigt. Der erste Teil Imperium I – Im Reich der Götter erschien über Massacre Records weltweit am 24. April 2015. Im Festivalsommer 2015 trat die Band neben diversen Festivals erneut auf dem M’era Luna Festival auf und begleitete Oomph! als Special Guest auf deren XXV-Tour. Im März 2016 kehrten Schwarzer Engel zur Trisol Music Group zurück und unterschrieben einen neuen Plattenvertrag.

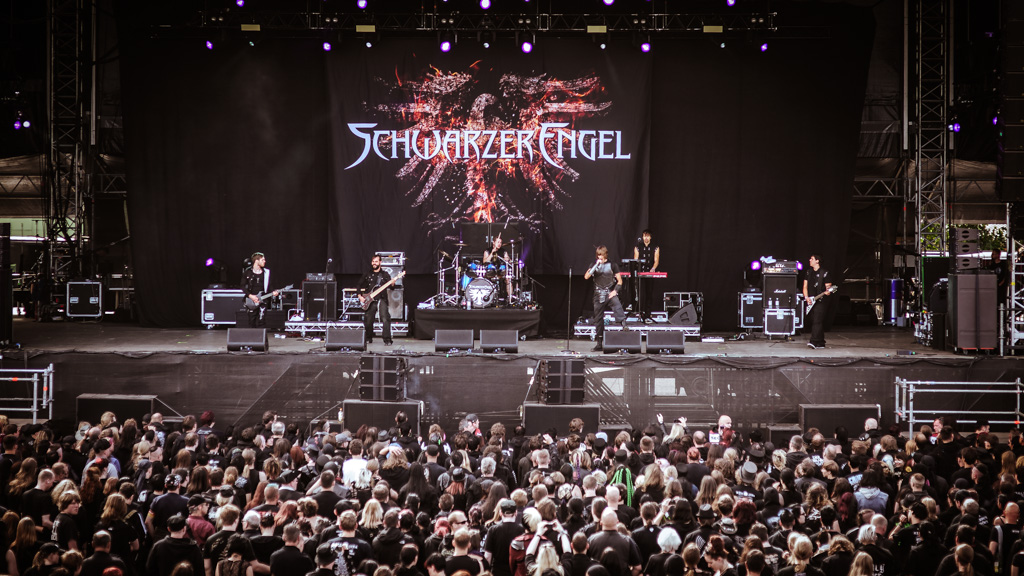
Schwarzer Engel auf dem M’era Luna Festival 2013

Kurz darauf trat die Band im Mai 2016 zum zweiten Mal beim Leipziger Szene-Festival Wave-Gotik-Treffen auf, welches mit 23.000 Besuchern einen neuen Besucherrekord feiern konnte. Gleichzeitig mit dem Auftritt erschien die auf 1.000 Exemplare limitierte EP Götterfunken, welche einen ersten Einblick auf den zweiten „Imperium“-Teil „Titania“ gewähren soll. Für das Album-Release von Imperium II – Titania wurde der 29. Juli 2016 bekannt gegeben. In der Juli-Ausgabe des Orkus-Magazins wurde das Album zum „Album des Monats“ gewählt. Im Herbst 2016 absolvierte die Band eine deutschlandweite Headliner-Tournee zum Album. 2017 trat die Band u. a. auf dem M’era Luna Festival auf. In einem Interview mit dem Orkus-Magazin gab Jason an, keine Album-Veröffentlichungspläne für 2017 zu haben.
Im Dezember 2017 veröffentlichte die Band die EP Sinnflut, es war die erste Single zum Album Kult der Krähe. Nach den weiteren Single-Releases Unheil sowie Gott ist im Regen erschien das Album im Februar 2018 weltweit über das Label Massacre Records. Gleichzeitig kündigte die Band neben diversen Festivalauftritten eine Headliner-Tournee zum Album an. Zum Release wurde das Musikvideo Krähen an die Macht veröffentlicht. Am 10. Juni 2019 trat die Band erneut beim Wave-Gotik-Treffen auf.
Das ursprünglich für Oktober 2020 geplante Album Sieben und die dazugehörige Headliner-Tournee wurden Mitte des Jahres 2020 aufgrund der Corona-Restriktionen verschoben. Am 2. Oktober 2020 erschien stattdessen mit Kreuziget Mich als Albumauskopplung eine EP, zu deren Titeltrack auch ein neues Musikvideo veröffentlicht wurde. Anfang 2021 erschien erneut mit Musikvideo die nächste Single-Auskopplung Paradies. Endzeit markierte die letzte Videosingle-Auskopplung des Albums. Das Album Sieben stieg direkt nach Veröffentlichung auf Platz 59 der deutschen Album-Charts ein.
Im April 2024 wurde eine neue EP mit dem Titel 100 Jahre veröffentlicht. Die EP war die erste Veröffentlichung über das neu gegründete bandeigene Label Krähenzeit Records. Mitte 2024 erschien mit Höhere Gewalt das achte Album der Band.

## Musik und Texte
Der Musikstil rekurriert auf Metal und die Musik der Schwarzen Szene. Dabei wird die Band in der Schwarzen Szene rezipiert. Nach eigenen Angaben spielt Schwarzer Engel eine moderne Form des Dark Metal, mit Anleihen an Neue Deutsche Härte und Gothic Metal. Die Einflüsse reichen von Melodic Death Metal über Symphonic Metal bis hin zur Klassischen Musik, was sich unter anderem in orchestralen Passagen zeigt. Als Einflüsse nennt Jason unter anderem Cradle of Filth und Dimmu Borgir, Bands wie Rammstein und ASP sind auch deutlich als Einfluss erkennbar.
Die Texte behandeln sowohl gesellschaftskritische Themen als auch Sagen und Naturerscheinungen. Auf dem Debütalbum zieht sich das Thema Weltuntergang als roter Faden durch die Texte. Auch auf den nachfolgenden Alben spielen religiöse und metaphysische Thematiken.

## Diskografie

### Alben
- 2010: Apokalypse (CD; Trisol Music Group)
- 2011: Träume einer Nacht (CD; Trisol Music Group)
- 2013: In brennenden Himmeln (CD; Massacre Records / Soulfood)
- 2015: Imperium I – Im Reich der Götter (CD, Boxset; Massacre Records / Soulfood)
- 2016: Imperium II – Titania (CD/LP; Trisol Music Group)
- 2018: Kult der Krähe (CD/LP; Massacre Records / Soulfood)
- 2022: Sieben (CD; Massacre Records / Soulfood)
- 2024: Höhere Gewalt (CD; Krähenzeit Records)

### EPs
- 2010: Geister und Dämonen (CD; Trisol Music Group)
- 2013: Schwarze Sonne (CD; Massacre Records / Soulfood)
- 2016: Götterfunken (CD; darkTunes Music Group)
- 2017: Sinnflut (CD; Massacre Records / Soulfood)
- 2020: Kreuziget mich (CD, Massacre Records / Soulfood)
- 2024: 100 Jahre (CD, Krähenzeit Records)

### Singles
- 2013: Psycho-Path (2xMP3; Massacre Records)
- 2018: Unheil (MP3; Massacre Records)
- 2018: Gott ist im Regen (MP3; Massacre Records)
- 2021: Paradies (MP3; Massacre Records)
- 2021: Ewig Leben (MP3; Massacre Records)
- 2024: Krähenbruder (MP3; Krähenzeit Records)
- 2024: Einer gegen Alle (MP3; Krähenzeit Records)

## Musikvideos
- 2011: Königin der Nacht (Produzent Bloody Orange)
- 2013: Schwarze Sonne mit Johanna von Orleans (Produzent: Bloody Orange)
- 2016: Ritt der Toten (Produzent: Bloody Orange)
- 2018: Krähen an die Macht (Produzent: Bloody Orange)
- 2020: Kreuziget mich (Produzent: Bloody Orange)
- 2021: Paradies (Kamera & Nachbearbeitung: Brenner Images, Produzent: Bloody Orange)
- 2021: Endzeit (Kamera & Nachbearbeitung: Brenner Images)
- 2024: 100 Jahre (Kamera: Bloody Orange, Nachbearbeitung: Brenner Images)
- 2024: Krähenbruder (Produzent: Morbid Film Studios)
- 2024: Einer gegen Alle (Produzent: Morbid Film Studios)